# Andrés Aldana Padilla
Andrés Alfredo Aldana Padilla actual alcalde de Sincé para el período 2024-2027, es un político colombiano nacido en Sincé.

## Educación
Aldana Terminó su bachillerato en la Institución Educativa Antonia Santos. Actualmente estudia Derecho y Administración de Empresas en la Corporación Universitaria del Caribe - CECAR. 

## Trayectoria
El 29 de octubre del 2023 fue elegido como alcalde del municipio de San Luis de Sincé para el periodo 2024 - 2027. 
Aldana es un político, técnico laboral, con experiencia en la gestión pública gubernamental. Fue presidente del Sindicato Nacional de Trabajadores de Caja de Compensación Familiar (Sinaltracaf) y se ha destacado en diversos espacios de decisión en instituciones claves para el desarrollo y la gobernanza efectiva dentro de la política.

Alcaldía de Sincé
En el mes de julio del año 2023, Andrés Aldana inscribió su candidatura a la Alcaldía de Sincé, contando con el apoyo del partido En Marcha, para las elecciones territoriales llevadas a cabo el 29 de octubre de ese mismo año. Para esta elección venció a 5 candidatos a la alcaldía, entre ellos, Jaime Rafael Porto Pérez por el Partido Conservador Colombiano, Victor Emiro Ramírez Hernández del Partido Liberal,  y Esther Zabaleta Meza, por el Pacto Histórico. 
En lo transcurrido de su mandato, ha logrado importanes logros como el Desarrollo Urbano Sostenible: Implementó políticas y proyectos que promueven la sostenibilidad ambiental, la inclusión social y el crecimiento económico equitativo de Sincé. 
Innovación Tecnológica: Impulsó iniciativas que utilizan la tecnología para mejorar la calidad de vida de los ciudadanos y el aumento de la eficiencia de los servicios municipales. 
Promoción Cultural y Turística: Implementó la estrategia Sincé pasa por el mundo y el mundo por Sincé, un proyecto marca ciudad que busca viralizarse en todo el mundo, fomentando la cultura y el turismo local, destacando la identidad única del municipio y visitantes. 